# Borgarklass
Borgarklass eller bourgeoisie (IPA: /bʊʁʒo̯aˈziː/ ( lyssna), från franskans ord för "borgare"), borgerligheten, är en samhällsklass som under 1800-talet växte fram ur det gamla ståndssamhällets tredje stånd, borgerskapet (jämför borgare).
Påverkad av den franska användningen av begreppet under 1600- och 1700-talen, kom Karl Marx att använda ordet bourgeoisie för att beteckna den härskande klassen i det kapitalistiska samhället. Den kännetecknas av att den kontrollerar samhällets produktionsmedel, och för att kunna använda dessa köper den proletärernas arbetskraft. De senare blir genom tvånget att sälja sin arbetskraft enligt Marx föremål för ekonomisk "utsugning". Borgarklass i vidare mening inkluderar enligt marxistisk teori också småborgare, vilket syftar på egenföretagare som har få eller inga anställda och ofta arbetar under hantverksliknande former.
Begreppets definition, och vilka som ingår i denna samhällsklass, har förändrats under historiens gång. Under 1800- och 1900-talen definitionerna skiftat mellan exempelvis kapitalägare och ekonomisk elit till en bredare och mer diffus medelklass.